# Serie A 2004-2005
La Serie A 2004-2005 è stata la 103ª edizione della massima serie del campionato italiano di calcio (la 73ª a girone unico), disputata tra l'11 settembre 2004 e il 29 maggio 2005 e conclusa con la vittoria della Juventus: a causa delle successive sentenze di Calciopoli, il titolo fu revocato senza intercorrere in ulteriore assegnazione.
Capocannoniere del torneo è stato l'italiano Cristiano Lucarelli (Livorno) con 24 reti.

## Stagione

### Novità
La riforma dei campionati varata dalla FIGC nel settembre 2003 in conseguenza del caso Catania decretò l'ampliamento della massima serie a 20 squadre, stabilendo al contempo 3 retrocessioni e altrettante promozioni nel ricambio con il torneo cadetto da par suo allargato a 22 club: l'ipotesi di play-out volti a determinare le retrocessioni fu invece scartata. Sotto il profilo statistico, un lotto di 20 partecipanti non si registrava dall'edizione 1951-1952.
L'organico vide il ritorno in massima serie di Atalanta, Cagliari, Livorno, Messina, Palermo e Fiorentina, quest'ultima dopo uno spareggio interdivisionale con il Perugia.
Sul piano regolamentare fu introdotto il divieto di fumare all'interno dell'area tecnica per i tesserati, mentre divenne tassativa l'ammonizione per il calciatore che si fosse tolto la maglia in campo. Le divise da gioco poterono inoltre riportare un secondo logo commerciale, novità adottata da Messina, Palermo e Reggina. Infine, a partire da questo campionato, i campioni d'Italia vengono premiati direttamente in campo all'ultima giornata oppure – in caso di vittoria anticipata – nell'ultimo incontro casalingo.

#### Aggiornamenti
Nell'agosto 2004 ebbe luogo un processo relativo a presunte combine verificatesi nel precedente campionato, col giudizio rimesso alla Commissione Disciplinare: Siena e Sampdoria furono multate rispettivamente per 7 000 e 15 000 euro, in ragione dei lievi addebiti emersi. I tesserati bianconeri Roberto D'Aversa e Generoso Rossi subirono inoltre sei mesi e un anno di squalifica, col doriano Stefano Bettarini inibito invece per cinque mesi. Le sentenze vennero poi confermate dalla Commissione d'Appello nel settembre successivo.
Nessun provvedimento riguardò invece il Chievo, definitivamente prosciolto dalla Commissione Disciplinare nel febbraio 2005.

### Calciomercato

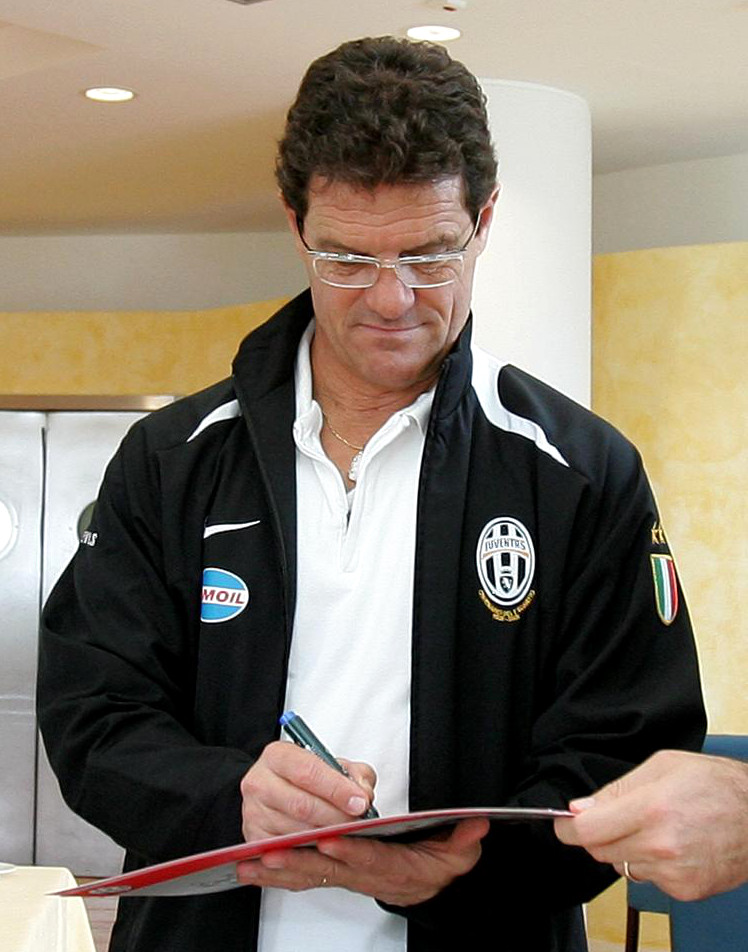
Fabio Capello, reduce da un quinquennio nella Roma giallorossa, centra il titolo (poi revocato) al primo anno sulla panchina della Juventus.

Il Milan campione in carica puntellò la difesa con l'ex laziale Stam, oltre a riportare in Italia il centravanti Crespo dopo una stagione al Chelsea.
Sul fronte delle panchine, Fabio Capello e Roberto Mancini lasciarono la Capitale per accasarsi rispettivamente alla Juventus e all'Inter: i bianconeri strapparono alla Roma anche il difensore Zebina e il centrocampista Emerson, completando il proprio mercato con gli acquisti last minute di Fabio Cannavaro dall'Inter (cui fu dirottato in cambio il portiere Carini) e dell'astro nascente Zlatan Ibrahimović dall'Ajax. Mancini portò con sé alla Pinetina Favalli e Mihajlović, mentre il centrocampo nerazzurro si rafforzò con Cambiasso, Verón e Davids: in difesa l'ex tecnico biancoceleste ottenne anche Burdisso e Zé Maria.
L'estate turbolenta della Roma, con l'addio di Capello e le difficoltà economiche che resero necessarie le cessioni di Samuel ed Emerson, proseguì con le dimissioni del neoallenatore Cesare Prandelli pochi giorni prima dell'inizio del campionato. La dirigenza giallorossa, all'interno della quale il presidente Sensi aveva progressivamente lasciato la conduzione alla figlia Rosella, affidò così la panchina all'ex giallorosso Rudi Völler, completando poi il mercato con gli acquisti di Philippe Mexès strappato all'Auxerre – che contestò poi la regolarità del trasferimento, portando la FIFA a decidere per una squalifica del calciatore –, di Simone Perrotta e dell'attaccante egiziano Mido. Sull'altra sponda del Tevere, la Lazio dovette affrontare un ridimensionamento ancor più difficoltoso, con l'arrivo del nuovo patron Claudio Lotito a scongiurare la procedura fallimentare a carico del club: ceduti numerosi big per ricavarne liquidità in ragione delle precarie finanze, i biancocelesti – che persero tra gli altri anche Fiore e Corradi – riaccolsero l'ex Di Canio, affidando la conduzione tecnica a Caso.

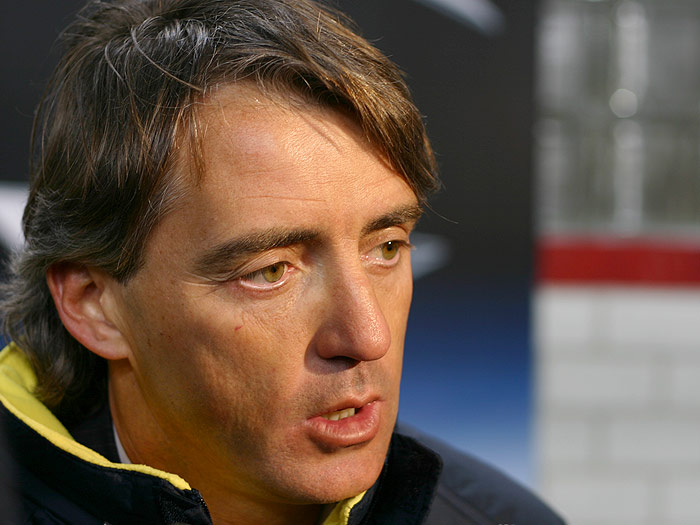
Roberto Mancini lascia la panchina della Lazio con destinazione Inter; la stagione dei nerazzurri, caratterizzata da qualche pareggio di troppo, si concluderà con il terzo posto.

Vicissitudini similari riguardarono il Parma, scampato al fallimento con l'amministrazione straordinaria di Enrico Bondi: scelto Silvio Baldini quale allenatore, i ducali si limitarono al piccolo cabotaggio.
Movimenti di spicco anche in provincia e tra le neopromosse, con l'Udinese a scommettere su Di Natale e la Fiorentina che tesserò Chiellini e Miccoli. Degno di nota, infine, l'ingaggio da parte di Cagliari e Bologna di due nazionali ellenici laureatisi campioni d'Europa nella recente rassegna: il portiere Katergiannakis approdò in Sardegna, col centrocampista Zagorakis a rinforzare la mediana felsinea.
Tra gli allenatori esordienti in massima categoria Walter Mazzarri assunse il comando della Reggina, con Andrea Mandorlini a mantenere le redini di un'Atalanta già condotta alla promozione e Daniele Arrigoni alla guida dei sardi.

### Avvenimenti

#### Girone di andata
Accreditata dei pronostici come principale antagonista del Milan campione in carica, la Juventus di Capello intraprese un'immediata corsa solitaria. Il Milan e l'Inter faticarono a rimanere in scia, mentre la Roma dovette districarsi tra tensioni societarie e le seconde dimissioni stagionali del proprio allenatore, con Völler rimpiazzato da Delneri. Il Milan conobbe la prima vittorie casalinga solamente in ottobre, con l'Inter frenata invece da una lunga serie di pareggi. Molto stentato l'avvio di Lazio e Parma, notevolmente indebolitesi rispetto alla stagione precedente, ne approfittarono Cagliari e Lecce protagoniste di un'ottima partenza.

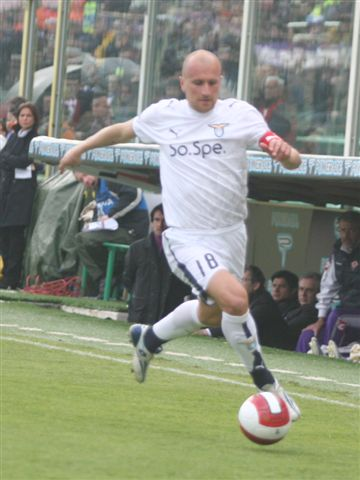
Tommaso Rocchi, giunto dall', si rivelerà il miglior marcatore stagionale della Lazio (13 reti) e un giocatore importante negli anni a seguire.

La sconfitta rimediata dalla Juventus a Reggio Calabria, condita da aspre polemiche arbitrali, favorì la rincorsa del Milan rimasto ben presto l'unico concorrente degli uomini di Capello: lo scontro diretto al Delle Alpi andato in scena a ridosso della pausa natalizia terminò a reti bianche quantificando in 4 punti il gap tra le due rivali, mentre in chiave-Champions la sorprendente Udinese di Spalletti sopravanzava l'Inter ancora imbattuta. Ottimo anche il cammino delle neopromosse Livorno e Messina – uscite entrambe indenni dalle trasferte al Meazza rossonero – lontane dai bassifondi della classifica che avevano risucchiato invece le blasonate Fiorentina e Bologna: con esiguo scarto a dividere Siena e Reggina dall'Atalanta fanalino di coda, molto deficitaria la classifica di Brescia e Chievo.
A fronte dei confini di una zona UEFA delimitati dalle vivaci Palermo e Sampdoria, il duello al vertice premiò una Juventus che svoltava al giro di boa lasciandosi il Milan a −2.

#### Girone di ritorno
Repentine scosse alla classifica contraddistinsero l'inverno, segnalando il 30 gennaio 2005 un divario pari a 8 lunghezze per i knock-out rimediati dai rossoneri contro labronici e felsinei: la formazione bianconera inciampò tuttavia con blucerchiati e rosanero, fornendo ai campioni uscenti un'immediata occasione di recupero. Dopo un aggancio verificatosi il 19 febbraio, le contendenti diedero vita a una rincorsa ex aequo per l'intero marzo; mentre un'Inter notevolmente distanziata dalla vetta prese a consolidare l'ultimo gradino del podio, il crollo verticale della Fiorentina agevolò il tentativo dei bolognesi di trarsi d'impaccio.

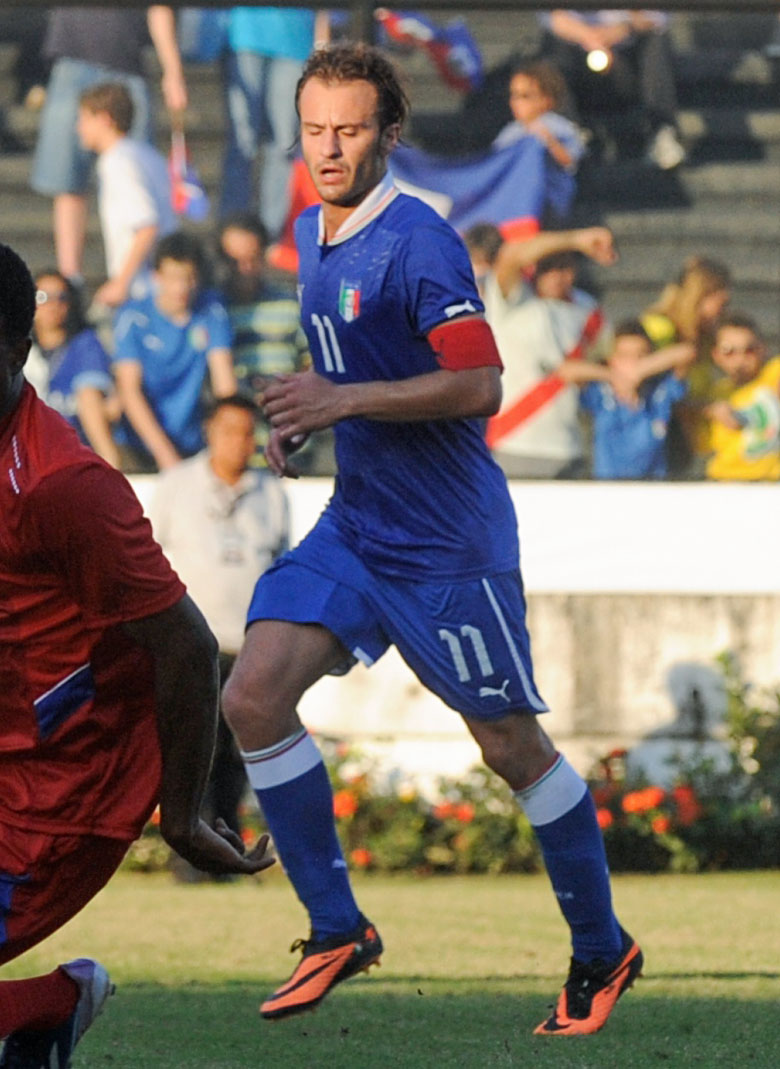
L'attaccante del Parma Alberto Gilardino risultò decisivo per la salvezza dei ducali, conquistata al termine di un sofferto spareggio con il Bologna.

Brevemente scioltasi in occasione del 31º turno – quando la sconfitta del Milan a Siena fruttò ai bianconeri l'allungo, vanificato però dalla sconfitta interna coi nerazzurri nel turno successivo infrasettimanale –, la coppia di testa si riunì procedendo a braccetto fino al confronto diretto di San Siro dell'8 maggio: una rete di Trezeguet, su assist in rovesciata di Del Piero, decise di fatto la partita e il campionato, col vantaggio ammontato addirittura a 5 punti dopo che la squadra di Ancelotti, nel successivo turno, impattò a Lecce. La Juventus poté fregiarsi del tricolore ancor prima di scendere in campo, stante il rocambolesco 3-3 colto dai milanesi nell'anticipo della penultima giornata contro un Palermo che, così facendo, si assicurò uno slot europeo.
Un'autentica bagarre infiammò la volata per la salvezza nella quale rimase invischiata la metà delle squadre, tutte racchiuse in pochi punti, compresa la rediviva Atalanta che tornò a sperare infilando una mini serie di risultati utili. La rimonta degli orobici fu vanificata dalla sconfitta interna alla penultima giornata contro la Roma (0-1) che assicurò ai giallorossi la salvezza dopo l'ennesimo cambio di panchina (Bruno Conti al posto del dimissionario Delneri). I neocampioni d'Italia contribuirono a propria volta alla salvezza del Livorno, pareggiando 2-2 nella trasferta del 22 maggio. La Lazio ottenne il punto-salvezza nel pari interno (1-1) con la Fiorentina mentre i viola dovettero aspettare gli ultimi infuocati novanta minuti del campionato per battere il Brescia al Franchi e scacciare lo spettro della retrocessione. La sconfitta condannò i lombardi ad accompagnare l'Atalanta in Serie B mentre la corsa-Champions premio' l'Udinese che sopravanzò di un punto la Samp, guadagnando una storica qualificazione. Con il Siena capace di garantirsi la permanenza per il secondo anno consecutivo, a farne le spese furono Bologna e Parma costrette dalla classifica avulsa a giocare uno spareggio salvezza.
A corollario della stagione ufficiale, la doppia sfida tra le due emiliane vide vincitori i parmensi, capaci di vincere per 2-0 al Dall'Ara, ribaltando così la sconfitta di misura tra le mura amiche e condannando i bolognesi alla retrocessione.
Nell'estate 2006, a seguito dello scandalo noto come Calciopoli – le cui indagini della giustizia sportiva riguardarono 19 partite della suddetta stagione –, lo scudetto vinto dalla Juventus fu revocato non incorrendo in ulteriore assegnazione. Le sentenze della giustizia ordinaria emesse negli anni seguenti, in contrasto con quanto detto poc'anzi, stabilirono che gli eventi accertati in sede sportiva non avevano determinato alterazioni nella classifica finale.

## Squadre partecipanti
| Club       | Stagione | Città           | Stadio                         | Stagione Precedente           |
| ---------- | -------- | --------------- | ------------------------------ | ----------------------------- |
| Atalanta   | dettagli | Bergamo         | Stadio Atleti Azzurri d'Italia | 5º posto in Serie B, promosso |
| Bologna    | dettagli | Bologna         | Stadio Renato Dall'Ara         | 12º posto in Serie A          |
| Brescia    | dettagli | Brescia         | Stadio Mario Rigamonti         | 11º posto in Serie A          |
| Cagliari   | dettagli | Cagliari        | Stadio Sant'Elia               | 2º posto in Serie B, promosso |
| Chievo     | dettagli | Verona          | Stadio Marcantonio Bentegodi   | 9º posto in Serie A           |
| Fiorentina | dettagli | Firenze         | Stadio Artemio Franchi         | 6º posto in Serie B, promosso |
| Inter      | dettagli | Milano          | Stadio Giuseppe Meazza         | 4º posto in Serie A           |
| Juventus   | dettagli | Torino          | Stadio delle Alpi              | 3º posto in Serie A           |
| Lazio      | dettagli | Roma            | Stadio Olimpico di Roma        | 6º posto in Serie A           |
| Lecce      | dettagli | Lecce           | Stadio Via del Mare            | 10º posto in Serie A          |
| Livorno    | dettagli | Livorno         | Stadio Armando Picchi          | 3º posto in Serie B, promosso |
| Messina    | dettagli | Messina         | Stadio San Filippo             | 4º posto in Serie B, promosso |
| Milan      | dettagli | Milano          | Stadio Giuseppe Meazza         | 1º posto in Serie A           |
| Palermo    | dettagli | Palermo         | Stadio Renzo Barbera           | 1º posto in Serie B, promosso |
| Parma      | dettagli | Parma           | Stadio Ennio Tardini           | 5º posto in Serie A           |
| Reggina    | dettagli | Reggio Calabria | Stadio Oreste Granillo         | 13º posto in Serie A          |
| Roma       | dettagli | Roma            | Stadio Olimpico di Roma        | 2º posto in Serie A           |
| Sampdoria  | dettagli | Genova          | Stadio Luigi Ferraris          | 8º posto in Serie A           |
| Siena      | dettagli | Siena           | Stadio Artemio Franchi         | 14º posto in Serie A          |
| Udinese    | dettagli | Udine           | Stadio Friuli                  | 7º posto in Serie A           |

## Allenatori e primatisti
| Squadra    | Allenatore                                                                                               | Calciatore più presente (tra parentesi il numero delle presenze) | Cannoniere (tra parentesi il numero delle reti) |
| ---------- | --- | ---------------------------------------------------------------- | ----------------------------------------------- |
| Atalanta   | Andrea Mandorlini (1ª-14ª) Delio Rossi (15ª-38ª)                                                         | Michele Marcolini (35)                                           | Stephen Makinwa (6)                             |
| Bologna    | Carlo Mazzone                                                                                            | Gianluca Pagliuca (38)                                           | Claudio Bellucci (10)                           |
| Brescia    | Gianni De Biasi (1ª-23ª) Alberto Cavasin (24ª-38ª)                                                       | Luca Castellazzi (38)                                            | Andrea Caracciolo (12)                          |
| Cagliari   | Daniele Arrigoni                                                                                         | Massimo Gobbi (36)                                               | Mauro Esposito (16)                             |
| Chievo     | Mario Beretta (1ª-35ª) Maurizio D'Angelo (36ª-38ª)                                                       | Luca Marchegiani (37)                                            | Sergio Pellissier (7)                           |
| Fiorentina | Emiliano Mondonico (1ª-7ª) Sergio Buso (8ª-20ª) Dino Zoff (21ª-38ª)                                      | Giorgio Chiellini (37)                                           | Fabrizio Miccoli (12)                           |
| Inter      | Roberto Mancini                                                                                          | Javier Zanetti (35)                                              | Adriano (16)                                    |
| Juventus   | Fabio Capello                                                                                            | Fabio Cannavaro (38)                                             | Zlatan Ibrahimović (16)                         |
| Lazio      | Domenico Caso (1ª-16ª) Giuseppe Papadopulo (17ª-38ª)                                                     | Antonio Filippini (36)                                           | Tommaso Rocchi (13)                             |
| Lecce      | Zdeněk Zeman                                                                                             | Lorenzo Stovini (37)                                             | Mirko Vučinić (19)                              |
| Livorno    | Franco Colomba (1ª-18ª) Roberto Donadoni (19ª-38ª)                                                       | Cristiano Lucarelli (35)                                         | Cristiano Lucarelli (24)                        |
| Messina    | Bortolo Mutti                                                                                            | Rahman Rezaei (36)                                               | Riccardo Zampagna (12)                          |
| Milan      | Carlo Ancelotti                                                                                          | Dida, Kaká (36)                                                  | Andrij Ševčenko (17)                            |
| Palermo    | Francesco Guidolin                                                                                       | Andrea Barzagli, Matteo Guardalben (37)                          | Luca Toni (20)                                  |
| Parma      | Silvio Baldini (1ª-15ª) Pietro Carmignani (16ª-38ª e spareggio)                                          | Alberto Gilardino (38)                                           | Alberto Gilardino (23)                          |
| Reggina    | Walter Mazzarri                                                                                          | Jacopo Balestri (37)                                             | Emiliano Bonazzoli (8)                          |
| Roma       | Ezio Sella e Rudi Völler (D.T.) (1ª-4ª) Luigi Delneri (5ª-28ª) Ezio Sella e Bruno Conti (D.T.) (29ª-38ª) | Vincenzo Montella (37)                                           | Vincenzo Montella (21)                          |
| Sampdoria  | Walter Novellino                                                                                         | Francesco Antonioli, Angelo Palombo (37)                         | Francesco Flachi (14)                           |
| Siena      | Luigi Simoni (1ª-18ª) Luigi De Canio (19ª-38ª)                                                           | Simone Vergassola (37)                                           | Enrico Chiesa (11)                              |
| Udinese    | Luciano Spalletti                                                                                        | David Di Michele (37)                                            | David Di Michele (15)                           |

## Classifica finale
Fonte:
|         | Pos. | Squadra    | Pt | G  | V  | N  | P  | GF | GS | DR  |
| ------- | ---- | ---------- | -- | -- | -- | -- | -- | -- | -- | --- |
|         | 1.   | Juventus   | 86 | 38 | 26 | 8  | 4  | 67 | 27 | +40 |
|         | 2.   | Milan      | 79 | 38 | 23 | 10 | 5  | 63 | 28 | +35 |
|         | 3.   | Inter      | 72 | 38 | 18 | 18 | 2  | 65 | 37 | +28 |
|         | 4.   | Udinese    | 62 | 38 | 17 | 11 | 10 | 56 | 40 | +16 |
|         | 5.   | Sampdoria  | 61 | 38 | 17 | 10 | 11 | 42 | 29 | +13 |
|         | 6.   | Palermo    | 53 | 38 | 12 | 17 | 9  | 48 | 44 | +4  |
|         | 7.   | Messina    | 48 | 38 | 12 | 12 | 14 | 44 | 52 | -8  |
| [ 102 ] | 8.   | Roma       | 45 | 38 | 11 | 12 | 15 | 55 | 58 | -3  |
|         | 9.   | Livorno    | 45 | 38 | 11 | 12 | 15 | 49 | 60 | -11 |
|         | 10.  | Reggina    | 44 | 38 | 10 | 14 | 14 | 36 | 45 | -9  |
|         | 11.  | Lecce      | 44 | 38 | 10 | 14 | 14 | 66 | 73 | -7  |
|         | 12.  | Cagliari   | 44 | 38 | 10 | 14 | 14 | 51 | 60 | -9  |
|         | 13.  | Lazio      | 44 | 38 | 11 | 11 | 16 | 48 | 53 | -5  |
|         | 14.  | Siena      | 43 | 38 | 9  | 16 | 13 | 44 | 55 | -11 |
|         | 15.  | Chievo     | 43 | 38 | 11 | 10 | 17 | 32 | 49 | -17 |
|         | 16.  | Fiorentina | 42 | 38 | 9  | 15 | 14 | 42 | 50 | -8  |
|         | 17.  | Parma      | 42 | 38 | 10 | 12 | 16 | 48 | 65 | -17 |
|         | 18.  | Bologna    | 42 | 38 | 9  | 15 | 14 | 33 | 36 | -3  |
|         | 19.  | Brescia    | 41 | 38 | 11 | 8  | 19 | 37 | 54 | -17 |
|         | 20.  | Atalanta   | 35 | 38 | 8  | 11 | 19 | 34 | 45 | -11 |

Legenda:
      Ammesse alla fase a gironi della UEFA Champions League 2005-2006.
      Ammesse al terzo turno di qualificazione della UEFA Champions League 2005-2006.
      Ammesse al primo turno di Coppa UEFA 2005-2006.
      Ammessa al terzo turno di Coppa Intertoto UEFA 2005.
      Retrocesse in Serie B 2005-2006.
Regolamento:
Tre punti a vittoria, uno a pareggio, zero a sconfitta.
A parità di punti valeva la classifica avulsa, eccetto per l'assegnazione dello scudetto, dei posti salvezza-retrocessione e qualificazione-esclusione dalla Coppa UEFA/Champions League per i quali era previsto uno spareggio.
Note:
Il 14 luglio 2006 la CAF revoca lo scudetto alla Juventus.
Il Parma è salvo dopo aver vinto lo spareggio salvezza contro il Bologna.
La Fiorentina è salva per classifica avulsa favorevole rispetto a Bologna e Parma.
Il Messina è escluso dalla Coppa Intertoto per mancato ottenimento della licenza UEFA.
La Lazio è ammessa all'Intertoto per le defezioni di Livorno, Reggina, Lecce e Cagliari.

### Squadra capolista
| Formazione tipo | Giocatori (presenze)      |
| --- | ------------------------- |
| Buffon Zebina Thuram Cannavaro Zambrotta Camoranesi Emerson Blasi Nedvěd Ibrahimović Del Piero | Gianluigi Buffon (37)     |
| Buffon Zebina Thuram Cannavaro Zambrotta Camoranesi Emerson Blasi Nedvěd Ibrahimović Del Piero | Jonathan Zebina (24)      |
| Buffon Zebina Thuram Cannavaro Zambrotta Camoranesi Emerson Blasi Nedvěd Ibrahimović Del Piero | Lilian Thuram (37)        |
| Buffon Zebina Thuram Cannavaro Zambrotta Camoranesi Emerson Blasi Nedvěd Ibrahimović Del Piero | Fabio Cannavaro (38)      |
| Buffon Zebina Thuram Cannavaro Zambrotta Camoranesi Emerson Blasi Nedvěd Ibrahimović Del Piero | Gianluca Zambrotta (36)   |
| Buffon Zebina Thuram Cannavaro Zambrotta Camoranesi Emerson Blasi Nedvěd Ibrahimović Del Piero | Mauro Camoranesi (36)     |
| Buffon Zebina Thuram Cannavaro Zambrotta Camoranesi Emerson Blasi Nedvěd Ibrahimović Del Piero | Emerson (33)              |
| Buffon Zebina Thuram Cannavaro Zambrotta Camoranesi Emerson Blasi Nedvěd Ibrahimović Del Piero | Manuele Blasi (27)        |
| Buffon Zebina Thuram Cannavaro Zambrotta Camoranesi Emerson Blasi Nedvěd Ibrahimović Del Piero | Pavel Nedvěd (27)         |
| Buffon Zebina Thuram Cannavaro Zambrotta Camoranesi Emerson Blasi Nedvěd Ibrahimović Del Piero | Zlatan Ibrahimović (35)   |
| Buffon Zebina Thuram Cannavaro Zambrotta Camoranesi Emerson Blasi Nedvěd Ibrahimović Del Piero | Alessandro Del Piero (30) |
| Altri giocatori: Marcelo Zalayeta (28), Gianluca Pessotto (19), Stephen Appiah (18), Rubén Olivera (18), David Trezeguet (18), Alessio Tacchinardi (16), Olivier Kapo (14), Alessandro Birindelli (12), Paolo Montero (5), Ciro Ferrara (4), Antonio Chimenti (2), Igor Tudor (2), Andrea Masiello (1), Adrian Mutu (1). |                           |

## Risultati

### Tabellone
|            | ATA  | BOL  | BRE  | CAG  | CHI  | FIO  | INT  | JUV  | LAZ  | LEC  | LIV  | MES  | MIL  | PAL  | PAR  | REG  | ROM  | SAM  | SIE  | UDI  |
| ---------- | ---- | ---- | ---- | ---- | ---- | ---- | ---- | ---- | ---- | ---- | ---- | ---- | ---- | ---- | ---- | ---- | ---- | ---- | ---- | ---- |
| Atalanta   | –––– | 2-0  | 0-0  | 2-2  | 3-0  | 1-0  | 2-3  | 1-2  | 1-1  | 2-2  | 1-0  | 2-1  | 1-2  | 1-0  | 1-0  | 0-1  | 0-1  | 0-0  | 1-1  | 0-1  |
| Bologna    | 2-1  | –––– | 1-2  | 1-0  | 3-1  | 0-0  | 0-1  | 0-1  | 1-2  | 0-0  | 0-0  | 2-2  | 0-2  | 1-1  | 3-1  | 2-0  | 3-1  | 0-0  | 1-1  | 0-1  |
| Brescia    | 1-0  | 1-1  | –––– | 2-0  | 1-0  | 1-1  | 0-3  | 0-3  | 0-2  | 0-1  | 2-3  | 2-1  | 0-0  | 0-2  | 3-1  | 2-0  | 0-1  | 0-1  | 0-1  | 0-1  |
| Cagliari   | 3-3  | 1-0  | 2-1  | –––– | 4-2  | 1-0  | 3-3  | 1-1  | 1-1  | 3-1  | 0-0  | 2-1  | 0-1  | 0-0  | 2-1  | 1-1  | 3-0  | 0-0  | 2-0  | 1-1  |
| Chievo     | 1-0  | 1-0  | 3-1  | 1-1  | –––– | 1-2  | 2-2  | 0-1  | 0-1  | 2-1  | 1-0  | 1-0  | 0-1  | 2-1  | 2-0  | 0-0  | 2-2  | 0-2  | 1-3  | 0-0  |
| Fiorentina | 0-0  | 1-0  | 3-0  | 2-1  | 2-0  | –––– | 1-1  | 3-3  | 2-3  | 4-0  | 1-1  | 1-1  | 1-2  | 1-2  | 2-1  | 2-1  | 1-2  | 0-2  | 0-0  | 2-2  |
| Inter      | 1-0  | 2-2  | 1-0  | 2-0  | 1-1  | 3-2  | –––– | 2-2  | 1-1  | 2-1  | 1-0  | 5-0  | 0-1  | 1-1  | 2-2  | 0-0  | 2-0  | 3-2  | 2-0  | 3-1  |
| Juventus   | 2-0  | 2-1  | 2-0  | 4-2  | 3-0  | 1-0  | 0-1  | –––– | 2-1  | 5-2  | 4-2  | 2-1  | 0-0  | 1-1  | 2-0  | 1-0  | 2-0  | 0-1  | 3-0  | 2-1  |
| Lazio      | 2-1  | 2-1  | 0-0  | 2-3  | 0-1  | 1-1  | 1-1  | 0-1  | –––– | 3-3  | 3-1  | 2-0  | 1-2  | 1-3  | 2-0  | 1-1  | 3-1  | 1-2  | 1-1  | 0-1  |
| Lecce      | 1-0  | 1-1  | 4-1  | 3-1  | 3-0  | 2-2  | 2-2  | 0-1  | 5-3  | –––– | 3-2  | 1-0  | 2-2  | 2-0  | 3-3  | 1-1  | 1-1  | 1-4  | 2-2  | 3-4  |
| Livorno    | 1-1  | 1-0  | 2-1  | 3-3  | 1-2  | 2-0  | 0-2  | 2-2  | 1-0  | 1-0  | –––– | 3-1  | 1-0  | 2-2  | 2-0  | 1-1  | 0-2  | 1-0  | 3-6  | 1-2  |
| Messina    | 1-0  | 0-0  | 2-0  | 2-1  | 0-0  | 1-1  | 2-1  | 0-0  | 1-0  | 1-4  | 1-1  | –––– | 1-4  | 0-0  | 1-0  | 2-1  | 4-3  | 2-2  | 4-1  | 1-0  |
| Milan      | 3-0  | 0-1  | 1-1  | 1-0  | 1-0  | 6-0  | 0-0  | 0-1  | 2-1  | 5-2  | 2-2  | 1-2  | –––– | 3-3  | 3-0  | 3-1  | 1-1  | 1-0  | 2-1  | 3-1  |
| Palermo    | 1-0  | 1-0  | 3-3  | 3-0  | 2-2  | 0-0  | 0-2  | 1-0  | 3-3  | 3-2  | 1-2  | 2-1  | 0-0  | –––– | 1-1  | 1-1  | 2-0  | 2-0  | 1-0  | 1-5  |
| Parma      | 2-2  | 1-2  | 2-1  | 3-2  | 2-2  | 0-0  | 2-2  | 1-1  | 3-1  | 2-1  | 6-4  | 0-0  | 1-2  | 3-3  | –––– | 1-0  | 2-1  | 1-1  | 0-0  | 1-0  |
| Reggina    | 0-0  | 1-1  | 1-3  | 3-2  | 1-0  | 1-2  | 0-0  | 2-1  | 2-1  | 2-2  | 2-1  | 0-2  | 0-1  | 1-0  | 1-3  | –––– | 1-0  | 0-1  | 3-3  | 0-0  |
| Roma       | 2-1  | 1-1  | 2-2  | 5-1  | 0-0  | 1-0  | 3-3  | 1-2  | 0-0  | 2-2  | 3-0  | 3-2  | 0-2  | 1-1  | 5-1  | 1-2  | –––– | 1-1  | 0-2  | 0-3  |
| Sampdoria  | 1-2  | 0-0  | 0-1  | 0-0  | 1-0  | 3-0  | 0-1  | 0-3  | 0-1  | 3-0  | 2-0  | 1-0  | 0-1  | 1-0  | 1-0  | 3-2  | 2-1  | –––– | 1-1  | 2-0  |
| Siena      | 2-1  | 1-1  | 2-3  | 2-2  | 0-1  | 1-0  | 2-2  | 0-3  | 1-0  | 1-1  | 1-1  | 2-2  | 2-1  | 0-0  | 0-1  | 0-0  | 0-4  | 2-1  | –––– | 2-3  |
| Udinese    | 2-1  | 0-1  | 1-2  | 2-0  | 3-0  | 2-2  | 1-1  | 0-1  | 3-0  | 2-1  | 1-1  | 1-1  | 1-1  | 1-0  | 4-0  | 0-2  | 3-3  | 1-1  | 1-0  | –––– |

### Calendario
Il calendario fu sorteggiato il 12 agosto 2004, con l'inizio del torneo previsto l'11 settembre successivo. Furono inserite tre soste (10 ottobre, 21 novembre e 27 marzo) per gli impegni della Nazionale, sebbene la seconda di esse fosse poi dedicata alla Coppa Italia. Il maggior numero di squadre in campionato obbligò poi alla disputa di turni infrasettimanali, programmati al 22 settembre, 27 ottobre, 6 gennaio e 2 febbraio. La giornata del 2 e 3 aprile 2005 fu rinviata per la morte di Papa Giovanni Paolo II, facendo slittare il calendario e portando all'aggiunta di un altro infrasettimanale (20 aprile).
La stagione terminò il 29 maggio 2005, mentre lo spareggio tra Bologna e Parma si tenne il 14 e 18 giugno.
| andata (1ª) | andata (1ª) | 1ª giornata      | ritorno (20ª) | ritorno (20ª) |
|             |             |                  |               |               |
| 12 set.     | 2-2         | Atalanta-Lecce   | 0-1           | 23 gen.       |
| 12 set.     | 0-3         | Brescia-Juventus | 0-2           | 23 gen.       |
| 12 set.     | 1-0         | Cagliari-Bologna | 0-1           | 22 gen.       |
| 11 set.     | 2-2         | Chievo-Inter     | 1-1           | 22 gen.       |
| 11 set.     | 2-2         | Milan-Livorno    | 0-1           | 23 gen.       |
| 12 set.     | 1-0         | Palermo-Siena    | 0-0           | 23 gen.       |
| 12 set.     | 0-0         | Parma-Messina    | 0-1           | 23 gen.       |
| 12 set.     | 0-0         | Reggina-Udinese  | 2-0           | 23 gen.       |
| 12 set.     | 1-0         | Roma-Fiorentina  | 2-1           | 23 gen.       |
| 12 set.     | 0-1         | Sampdoria-Lazio  | 2-1           | 23 gen.       |

| Andata (2ª) | Andata (2ª) | 2ª giornata         | Ritorno (21ª) | Ritorno (21ª) |
|             |             |                     |               |               |
| 19 set.     | 0-2         | Bologna-Milan       | 1-0           | 30 gen.       |
| 19 set.     | 2-1         | Fiorentina-Cagliari | 0-1           | 30 gen.       |
| 18 set.     | 1-1         | Inter-Palermo       | 2-0           | 30 gen.       |
| 19 set.     | 2-0         | Juventus-Atalanta   | 2-1           | 30 gen.       |
| 19 set.     | 1-1         | Lazio-Reggina       | 1-2           | 30 gen.       |
| 18 set.     | 4-1         | Lecce-Brescia       | 1-0           | 30 gen.       |
| 19 set.     | 1-2         | Livorno-Chievo      | 0-1           | 29 gen.       |
| 19 set.     | 4-3         | Messina-Roma        | 2-3           | 30 gen.       |
| 19 set.     | 2-1         | Siena-Sampdoria     | 1-1           | 30 gen.       |
| 19 set.     | 4-0         | Udinese-Parma       | 0-1           | 29 gen.       |

| andata (1ª) | andata (1ª) | 1ª giornata      | ritorno (20ª) | ritorno (20ª) |
|             |             |                  |               |               |
| 12 set.     | 2-2         | Atalanta-Lecce   | 0-1           | 23 gen.       |
| 12 set.     | 0-3         | Brescia-Juventus | 0-2           | 23 gen.       |
| 12 set.     | 1-0         | Cagliari-Bologna | 0-1           | 22 gen.       |
| 11 set.     | 2-2         | Chievo-Inter     | 1-1           | 22 gen.       |
| 11 set.     | 2-2         | Milan-Livorno    | 0-1           | 23 gen.       |
| 12 set.     | 1-0         | Palermo-Siena    | 0-0           | 23 gen.       |
| 12 set.     | 0-0         | Parma-Messina    | 0-1           | 23 gen.       |
| 12 set.     | 0-0         | Reggina-Udinese  | 2-0           | 23 gen.       |
| 12 set.     | 1-0         | Roma-Fiorentina  | 2-1           | 23 gen.       |
| 12 set.     | 0-1         | Sampdoria-Lazio  | 2-1           | 23 gen.       |

| Andata (2ª) | Andata (2ª) | 2ª giornata         | Ritorno (21ª) | Ritorno (21ª) |
|             |             |                     |               |               |
| 19 set.     | 0-2         | Bologna-Milan       | 1-0           | 30 gen.       |
| 19 set.     | 2-1         | Fiorentina-Cagliari | 0-1           | 30 gen.       |
| 18 set.     | 1-1         | Inter-Palermo       | 2-0           | 30 gen.       |
| 19 set.     | 2-0         | Juventus-Atalanta   | 2-1           | 30 gen.       |
| 19 set.     | 1-1         | Lazio-Reggina       | 1-2           | 30 gen.       |
| 18 set.     | 4-1         | Lecce-Brescia       | 1-0           | 30 gen.       |
| 19 set.     | 1-2         | Livorno-Chievo      | 0-1           | 29 gen.       |
| 19 set.     | 4-3         | Messina-Roma        | 2-3           | 30 gen.       |
| 19 set.     | 2-1         | Siena-Sampdoria     | 1-1           | 30 gen.       |
| 19 set.     | 4-0         | Udinese-Parma       | 0-1           | 29 gen.       |

| andata (3ª) | andata (3ª) | 3ª giornata        | ritorno (22ª) | ritorno (22ª) |
|             |             |                    |               |               |
| 22 set.     | 2-3         | Atalanta-Inter     | 0-1           | 2 feb.        |
| 22 set.     | 0-2         | Brescia-Lazio      | 0-0           | 2 feb.        |
| 22 set.     | 2-0         | Cagliari-Siena     | 2-2           | 2 feb.        |
| 22 set.     | 0-0         | Chievo-Udinese     | 0-3           | 2 feb.        |
| 22 set.     | 1-2         | Milan-Messina      | 4-1           | 2 feb.        |
| 22 set.     | 0-0         | Palermo-Fiorentina | 2-1           | 2 feb.        |
| 22 set.     | 1-2         | Parma-Bologna      | 1-3           | 3 feb.        |
| 22 set.     | 2-1         | Reggina-Livorno    | 1-1           | 2 feb.        |
| 22 set.     | 2-2         | Roma-Lecce         | 1-1           | 2 feb.        |
| 22 set.     | 0-3         | Sampdoria-Juventus | 1-0           | 2 feb.        |

| andata (4ª) | andata (4ª) | 4ª giornata          | ritorno (23ª) | ritorno (23ª) |
|             |             |                      |               |               |
| 25 set.     | 3-1         | Bologna-Roma         | 1-1           | 6 feb.        |
| 26 set.     | 0-2         | Fiorentina-Sampdoria | 0-3           | 5 feb.        |
| 26 set.     | 2-2         | Inter-Parma          | 2-2           | 6 feb.        |
| 25 set.     | 1-1         | Juventus-Palermo     | 0-1           | 5 feb.        |
| 26 set.     | 1-2         | Lazio-Milan          | 1-2           | 6 feb.        |
| 26 set.     | 3-1         | Lecce-Cagliari       | 1-3           | 6 feb.        |
| 26 set.     | 1-1         | Livorno-Atalanta     | 0-1           | 6 feb.        |
| 26 set.     | 0-0         | Messina-Chievo       | 0-1           | 6 feb.        |
| 26 set.     | 0-0         | Siena-Reggina        | 3-3           | 6 feb.        |
| 26 set.     | 1-2         | Udinese-Brescia      | 1-0           | 6 feb.        |

| andata (3ª) | andata (3ª) | 3ª giornata        | ritorno (22ª) | ritorno (22ª) |
|             |             |                    |               |               |
| 22 set.     | 2-3         | Atalanta-Inter     | 0-1           | 2 feb.        |
| 22 set.     | 0-2         | Brescia-Lazio      | 0-0           | 2 feb.        |
| 22 set.     | 2-0         | Cagliari-Siena     | 2-2           | 2 feb.        |
| 22 set.     | 0-0         | Chievo-Udinese     | 0-3           | 2 feb.        |
| 22 set.     | 1-2         | Milan-Messina      | 4-1           | 2 feb.        |
| 22 set.     | 0-0         | Palermo-Fiorentina | 2-1           | 2 feb.        |
| 22 set.     | 1-2         | Parma-Bologna      | 1-3           | 3 feb.        |
| 22 set.     | 2-1         | Reggina-Livorno    | 1-1           | 2 feb.        |
| 22 set.     | 2-2         | Roma-Lecce         | 1-1           | 2 feb.        |
| 22 set.     | 0-3         | Sampdoria-Juventus | 1-0           | 2 feb.        |

| andata (4ª) | andata (4ª) | 4ª giornata          | ritorno (23ª) | ritorno (23ª) |
|             |             |                      |               |               |
| 25 set.     | 3-1         | Bologna-Roma         | 1-1           | 6 feb.        |
| 26 set.     | 0-2         | Fiorentina-Sampdoria | 0-3           | 5 feb.        |
| 26 set.     | 2-2         | Inter-Parma          | 2-2           | 6 feb.        |
| 25 set.     | 1-1         | Juventus-Palermo     | 0-1           | 5 feb.        |
| 26 set.     | 1-2         | Lazio-Milan          | 1-2           | 6 feb.        |
| 26 set.     | 3-1         | Lecce-Cagliari       | 1-3           | 6 feb.        |
| 26 set.     | 1-1         | Livorno-Atalanta     | 0-1           | 6 feb.        |
| 26 set.     | 0-0         | Messina-Chievo       | 0-1           | 6 feb.        |
| 26 set.     | 0-0         | Siena-Reggina        | 3-3           | 6 feb.        |
| 26 set.     | 1-2         | Udinese-Brescia      | 1-0           | 6 feb.        |

| andata (5ª) | andata (5ª) | 5ª giornata       | ritorno (24ª) | ritorno (24ª) |
|             |             |                   |               |               |
| 3 ott.      | 1-1         | Atalanta-Lazio    | 1-2           | 12 feb.       |
| 2 ott.      | 2-1         | Cagliari-Brescia  | 0-2           | 13 feb.       |
| 2 ott.      | 2-1         | Chievo-Lecce      | 0-3           | 13 feb.       |
| 3 ott.      | 4-1         | Messina-Siena     | 2-2           | 13 feb.       |
| 3 ott.      | 3-1         | Milan-Reggina     | 1-0           | 13 feb.       |
| 3 ott.      | 1-0         | Palermo-Bologna   | 1-1           | 13 feb.       |
| 3 ott.      | 0-0         | Parma-Fiorentina  | 1-2           | 13 feb.       |
| 3 ott.      | 3-3         | Roma-Inter        | 0-2           | 12 feb.       |
| 3 ott.      | 2-0         | Sampdoria-Livorno | 0-1           | 13 feb.       |
| 3 ott.      | 0-1         | Udinese-Juventus  | 1-2           | 13 feb.       |

| andata (6ª) | andata (6ª) | 6ª giornata       | ritorno (25ª) | ritorno (25ª) |
|             |             |                   |               |               |
| 17 ott.     | 2-1         | Bologna-Atalanta  | 0-2           | 20 feb.       |
| 17 ott.     | 3-1         | Brescia-Parma     | 1-2           | 20 feb.       |
| 17 ott.     | 0-1         | Cagliari-Milan    | 0-1           | 19 feb.       |
| 17 ott.     | 0-0         | Fiorentina-Siena  | 0-1           | 20 feb.       |
| 17 ott.     | 3-1         | Inter-Udinese     | 1-1           | 19 feb.       |
| 16 ott.     | 2-1         | Juventus-Messina  | 0-0           | 19 feb.       |
| 17 ott.     | 0-1         | Lazio-Chievo      | 1-0           | 20 feb.       |
| 17 ott.     | 2-0         | Lecce-Palermo     | 2-3           | 20 feb.       |
| 16 ott.     | 0-2         | Livorno-Roma      | 0-3           | 20 feb.       |
| 17 ott.     | 0-1         | Reggina-Sampdoria | 2-3           | 20 feb.       |

| andata (5ª) | andata (5ª) | 5ª giornata       | ritorno (24ª) | ritorno (24ª) |
|             |             |                   |               |               |
| 3 ott.      | 1-1         | Atalanta-Lazio    | 1-2           | 12 feb.       |
| 2 ott.      | 2-1         | Cagliari-Brescia  | 0-2           | 13 feb.       |
| 2 ott.      | 2-1         | Chievo-Lecce      | 0-3           | 13 feb.       |
| 3 ott.      | 4-1         | Messina-Siena     | 2-2           | 13 feb.       |
| 3 ott.      | 3-1         | Milan-Reggina     | 1-0           | 13 feb.       |
| 3 ott.      | 1-0         | Palermo-Bologna   | 1-1           | 13 feb.       |
| 3 ott.      | 0-0         | Parma-Fiorentina  | 1-2           | 13 feb.       |
| 3 ott.      | 3-3         | Roma-Inter        | 0-2           | 12 feb.       |
| 3 ott.      | 2-0         | Sampdoria-Livorno | 0-1           | 13 feb.       |
| 3 ott.      | 0-1         | Udinese-Juventus  | 1-2           | 13 feb.       |

| andata (6ª) | andata (6ª) | 6ª giornata       | ritorno (25ª) | ritorno (25ª) |
|             |             |                   |               |               |
| 17 ott.     | 2-1         | Bologna-Atalanta  | 0-2           | 20 feb.       |
| 17 ott.     | 3-1         | Brescia-Parma     | 1-2           | 20 feb.       |
| 17 ott.     | 0-1         | Cagliari-Milan    | 0-1           | 19 feb.       |
| 17 ott.     | 0-0         | Fiorentina-Siena  | 0-1           | 20 feb.       |
| 17 ott.     | 3-1         | Inter-Udinese     | 1-1           | 19 feb.       |
| 16 ott.     | 2-1         | Juventus-Messina  | 0-0           | 19 feb.       |
| 17 ott.     | 0-1         | Lazio-Chievo      | 1-0           | 20 feb.       |
| 17 ott.     | 2-0         | Lecce-Palermo     | 2-3           | 20 feb.       |
| 16 ott.     | 0-2         | Livorno-Roma      | 0-3           | 20 feb.       |
| 17 ott.     | 0-1         | Reggina-Sampdoria | 2-3           | 20 feb.       |

| andata (7ª) | andata (7ª) | 7ª giornata        | ritorno (26ª) | ritorno (26ª) |
|             |             |                    |               |               |
| 23 ott.     | 2-2         | Atalanta-Cagliari  | 3-3           | 27 feb.       |
| 24 ott.     | 0-0         | Chievo-Reggina     | 0-1           | 27 feb.       |
| 24 ott.     | 1-0         | Livorno-Bologna    | 0-0           | 27 feb.       |
| 24 ott.     | 1-4         | Messina-Lecce      | 0-1           | 27 feb.       |
| 24 ott.     | 0-0         | Milan-Inter        | 1-0           | 27 feb.       |
| 24 ott.     | 3-1         | Parma-Lazio        | 0-2           | 27 feb.       |
| 24 ott.     | 1-1         | Roma-Palermo       | 0-2           | 27 feb.       |
| 24 ott.     | 0-1         | Sampdoria-Brescia  | 1-0           | 26 feb.       |
| 23 ott.     | 0-3         | Siena-Juventus     | 0-3           | 27 feb.       |
| 24 ott.     | 2-2         | Udinese-Fiorentina | 2-2           | 26 feb.       |

| andata (8ª) | andata (8ª) | 8ª giornata        | ritorno (27ª) | ritorno (27ª) |
|             |             |                    |               |               |
| 27 ott.     | 0-1         | Bologna-Udinese    | 1-0           | 6 mar.        |
| 27 ott.     | 0-1         | Brescia-Siena      | 3-2           | 6 mar.        |
| 27 ott.     | 2-1         | Cagliari-Parma     | 2-3           | 6 mar.        |
| 27 ott.     | 0-2         | Chievo-Sampdoria   | 0-1           | 6 mar.        |
| 28 ott.     | 2-0         | Juventus-Roma      | 2-1           | 5 mar.        |
| 27 ott.     | 2-0         | Lazio-Messina      | 0-1           | 6 mar.        |
| 27 ott.     | 2-2         | Lecce-Inter        | 1-2           | 6 mar.        |
| 27 ott.     | 3-0         | Milan-Atalanta     | 2-1           | 5 mar.        |
| 27 ott.     | 1-2         | Palermo-Livorno    | 2-2           | 6 mar.        |
| 27 ott.     | 1-2         | Reggina-Fiorentina | 1-2           | 6 mar.        |

| andata (7ª) | andata (7ª) | 7ª giornata        | ritorno (26ª) | ritorno (26ª) |
|             |             |                    |               |               |
| 23 ott.     | 2-2         | Atalanta-Cagliari  | 3-3           | 27 feb.       |
| 24 ott.     | 0-0         | Chievo-Reggina     | 0-1           | 27 feb.       |
| 24 ott.     | 1-0         | Livorno-Bologna    | 0-0           | 27 feb.       |
| 24 ott.     | 1-4         | Messina-Lecce      | 0-1           | 27 feb.       |
| 24 ott.     | 0-0         | Milan-Inter        | 1-0           | 27 feb.       |
| 24 ott.     | 3-1         | Parma-Lazio        | 0-2           | 27 feb.       |
| 24 ott.     | 1-1         | Roma-Palermo       | 0-2           | 27 feb.       |
| 24 ott.     | 0-1         | Sampdoria-Brescia  | 1-0           | 26 feb.       |
| 23 ott.     | 0-3         | Siena-Juventus     | 0-3           | 27 feb.       |
| 24 ott.     | 2-2         | Udinese-Fiorentina | 2-2           | 26 feb.       |

| andata (8ª) | andata (8ª) | 8ª giornata        | ritorno (27ª) | ritorno (27ª) |
|             |             |                    |               |               |
| 27 ott.     | 0-1         | Bologna-Udinese    | 1-0           | 6 mar.        |
| 27 ott.     | 0-1         | Brescia-Siena      | 3-2           | 6 mar.        |
| 27 ott.     | 2-1         | Cagliari-Parma     | 2-3           | 6 mar.        |
| 27 ott.     | 0-2         | Chievo-Sampdoria   | 0-1           | 6 mar.        |
| 28 ott.     | 2-0         | Juventus-Roma      | 2-1           | 5 mar.        |
| 27 ott.     | 2-0         | Lazio-Messina      | 0-1           | 6 mar.        |
| 27 ott.     | 2-2         | Lecce-Inter        | 1-2           | 6 mar.        |
| 27 ott.     | 3-0         | Milan-Atalanta     | 2-1           | 5 mar.        |
| 27 ott.     | 1-2         | Palermo-Livorno    | 2-2           | 6 mar.        |
| 27 ott.     | 1-2         | Reggina-Fiorentina | 1-2           | 6 mar.        |

| andata (9ª) | andata (9ª) | 9ª giornata      | ritorno (28ª) | ritorno (28ª) |
|             |             |                  |               |               |
| 31 ott.     | 4-0         | Fiorentina-Lecce | 2-2           | 12 mar.       |
| 30 ott.     | 1-1         | Inter-Lazio      | 1-1           | 12 mar.       |
| 31 ott.     | 3-0         | Juventus-Chievo  | 1-0           | 13 mar.       |
| 31 ott.     | 2-1         | Livorno-Brescia  | 3-2           | 13 mar.       |
| 31 ott.     | 2-1         | Messina-Reggina  | 2-0           | 13 mar.       |
| 31 ott.     | 2-2         | Parma-Atalanta   | 0-1           | 13 mar.       |
| 31 ott.     | 5-1         | Roma-Cagliari    | 0-3           | 13 mar.       |
| 30 ott.     | 0-1         | Sampdoria-Milan  | 0-1           | 13 mar.       |
| 31 ott.     | 1-1         | Siena-Bologna    | 1-1           | 13 mar.       |
| 31 ott.     | 1-0         | Udinese-Palermo  | 5-1           | 13 mar.       |

| andata (10ª) | andata (10ª) | 10ª giornata       | ritorno (29ª) | ritorno (29ª) |
|              |              |                    |               |               |
| 7 nov.       | 0-0          | Atalanta-Sampdoria | 2-1           | 20 mar.       |
| 7 nov.       | 2-2          | Bologna-Messina    | 0-0           | 20 mar.       |
| 6 nov.       | 1-0          | Brescia-Chievo     | 1-3           | 20 mar.       |
| 7 nov.       | 0-0          | Cagliari-Livorno   | 3-3           | 20 mar.       |
| 7 nov.       | 1-1          | Fiorentina-Inter   | 2-3           | 20 mar.       |
| 7 nov.       | 1-1          | Lazio-Siena        | 0-1           | 19 mar.       |
| 7 nov.       | 3-4          | Lecce-Udinese      | 1-2           | 20 mar.       |
| 7 nov.       | 1-1          | Milan-Roma         | 2-0           | 20 mar.       |
| 7 nov.       | 1-1          | Palermo-Parma      | 3-3           | 20 mar.       |
| 6 nov.       | 2-1          | Reggina-Juventus   | 0-1           | 19 mar.       |

| andata (9ª) | andata (9ª) | 9ª giornata      | ritorno (28ª) | ritorno (28ª) |
|             |             |                  |               |               |
| 31 ott.     | 4-0         | Fiorentina-Lecce | 2-2           | 12 mar.       |
| 30 ott.     | 1-1         | Inter-Lazio      | 1-1           | 12 mar.       |
| 31 ott.     | 3-0         | Juventus-Chievo  | 1-0           | 13 mar.       |
| 31 ott.     | 2-1         | Livorno-Brescia  | 3-2           | 13 mar.       |
| 31 ott.     | 2-1         | Messina-Reggina  | 2-0           | 13 mar.       |
| 31 ott.     | 2-2         | Parma-Atalanta   | 0-1           | 13 mar.       |
| 31 ott.     | 5-1         | Roma-Cagliari    | 0-3           | 13 mar.       |
| 30 ott.     | 0-1         | Sampdoria-Milan  | 0-1           | 13 mar.       |
| 31 ott.     | 1-1         | Siena-Bologna    | 1-1           | 13 mar.       |
| 31 ott.     | 1-0         | Udinese-Palermo  | 5-1           | 13 mar.       |

| andata (10ª) | andata (10ª) | 10ª giornata       | ritorno (29ª) | ritorno (29ª) |
|              |              |                    |               |               |
| 7 nov.       | 0-0          | Atalanta-Sampdoria | 2-1           | 20 mar.       |
| 7 nov.       | 2-2          | Bologna-Messina    | 0-0           | 20 mar.       |
| 6 nov.       | 1-0          | Brescia-Chievo     | 1-3           | 20 mar.       |
| 7 nov.       | 0-0          | Cagliari-Livorno   | 3-3           | 20 mar.       |
| 7 nov.       | 1-1          | Fiorentina-Inter   | 2-3           | 20 mar.       |
| 7 nov.       | 1-1          | Lazio-Siena        | 0-1           | 19 mar.       |
| 7 nov.       | 3-4          | Lecce-Udinese      | 1-2           | 20 mar.       |
| 7 nov.       | 1-1          | Milan-Roma         | 2-0           | 20 mar.       |
| 7 nov.       | 1-1          | Palermo-Parma      | 3-3           | 20 mar.       |
| 6 nov.       | 2-1          | Reggina-Juventus   | 0-1           | 19 mar.       |

| andata (11ª) | andata (11ª) | 11ª giornata        | ritorno (30ª) | ritorno (30ª) |
|              |              |                     |               |               |
| 10 nov.      | 0-0          | Brescia-Milan       | 1-1           | 9 apr.        |
| 10 nov.      | 1-0          | Chievo-Atalanta     | 0-3           | 10 apr.       |
| 10 nov.      | 2-2          | Inter-Bologna       | 1-0           | 9 apr.        |
| 10 nov.      | 1-0          | Juventus-Fiorentina | 3-3           | 9 apr.        |
| 10 nov.      | 1-0          | Livorno-Lazio       | 1-3           | 10 apr.       |
| 11 nov.      | 0-0          | Messina-Palermo     | 1-2           | 10 apr.       |
| 10 nov       | 1-0          | Parma-Reggina       | 3-1           | 10 apr.       |
| 10 nov       | 0-3          | Roma-Udinese        | 3-3           | 10 apr.       |
| 10 nov       | 0-0          | Sampdoria-Cagliari  | 0-0           | 10 apr.       |
| 10 nov       | 1-1          | Siena-Lecce         | 2-2           | 10 apr.       |

| andata (12ª) | andata (12ª) | 12ª giornata       | ritorno (31ª) | ritorno (31ª) |
|              |              |                    |               |               |
| 14 nov.      | 0-0          | Atalanta-Brescia   | 0-1           | 17 apr.       |
| 14 nov.      | 3-3          | Cagliari-Inter     | 0-2           | 17 apr.       |
| 14 nov.      | 1-1          | Fiorentina-Livorno | 0-2           | 17 apr.       |
| 14 nov.      | 2-1          | Lazio-Bologna      | 2-1           | 17 apr.       |
| 14 nov.      | 0-1          | Lecce-Juventus     | 2-5           | 17 apr.       |
| 14 nov.      | 2-1          | Milan-Siena        | 1-2           | 17 apr.       |
| 14 nov.      | 2-0          | Palermo-Sampdoria  | 0-1           | 16 apr.       |
| 14 nov.      | 2-2          | Parma-Chievo       | 0-2           | 17 apr.       |
| 14 nov.      | 1-0          | Reggina-Roma       | 2-1           | 16 apr.       |
| 14 nov.      | 1-1          | Udinese-Messina    | 0-1           | 16 apr.       |

| andata (11ª) | andata (11ª) | 11ª giornata        | ritorno (30ª) | ritorno (30ª) |
|              |              |                     |               |               |
| 10 nov.      | 0-0          | Brescia-Milan       | 1-1           | 9 apr.        |
| 10 nov.      | 1-0          | Chievo-Atalanta     | 0-3           | 10 apr.       |
| 10 nov.      | 2-2          | Inter-Bologna       | 1-0           | 9 apr.        |
| 10 nov.      | 1-0          | Juventus-Fiorentina | 3-3           | 9 apr.        |
| 10 nov.      | 1-0          | Livorno-Lazio       | 1-3           | 10 apr.       |
| 11 nov.      | 0-0          | Messina-Palermo     | 1-2           | 10 apr.       |
| 10 nov       | 1-0          | Parma-Reggina       | 3-1           | 10 apr.       |
| 10 nov       | 0-3          | Roma-Udinese        | 3-3           | 10 apr.       |
| 10 nov       | 0-0          | Sampdoria-Cagliari  | 0-0           | 10 apr.       |
| 10 nov       | 1-1          | Siena-Lecce         | 2-2           | 10 apr.       |

| andata (12ª) | andata (12ª) | 12ª giornata       | ritorno (31ª) | ritorno (31ª) |
|              |              |                    |               |               |
| 14 nov.      | 0-0          | Atalanta-Brescia   | 0-1           | 17 apr.       |
| 14 nov.      | 3-3          | Cagliari-Inter     | 0-2           | 17 apr.       |
| 14 nov.      | 1-1          | Fiorentina-Livorno | 0-2           | 17 apr.       |
| 14 nov.      | 2-1          | Lazio-Bologna      | 2-1           | 17 apr.       |
| 14 nov.      | 0-1          | Lecce-Juventus     | 2-5           | 17 apr.       |
| 14 nov.      | 2-1          | Milan-Siena        | 1-2           | 17 apr.       |
| 14 nov.      | 2-0          | Palermo-Sampdoria  | 0-1           | 16 apr.       |
| 14 nov.      | 2-2          | Parma-Chievo       | 0-2           | 17 apr.       |
| 14 nov.      | 1-0          | Reggina-Roma       | 2-1           | 16 apr.       |
| 14 nov.      | 1-1          | Udinese-Messina    | 0-1           | 16 apr.       |

| andata (13ª) | andata (13ª) | 13ª giornata       | ritorno (32ª) | ritorno (32ª) |
|              |              |                    |               |               |
| 28 nov.      | 0-1          | Atalanta-Reggina   | 0-0           | 20 apr.       |
| 28 nov.      | 0-0          | Bologna-Lecce      | 1-1           | 20 apr.       |
| 28 nov.      | 0-2          | Brescia-Palermo    | 3-3           | 20 apr.       |
| 28 nov.      | 0-1          | Chievo-Milan       | 0-1           | 20 apr.       |
| 28 nov.      | 2-2          | Inter-Juventus     | 1-0           | 20 apr.       |
| 28 nov.      | 2-3          | Lazio-Cagliari     | 1-1           | 20 apr.       |
| 27 nov.      | 1-2          | Livorno-Udinese    | 1-1           | 20 apr.       |
| 28 nov.      | 1-1          | Messina-Fiorentina | 1-1           | 20 apr.       |
| 28 nov.      | 1-0          | Sampdoria-Parma    | 1-1           | 20 apr.       |
| 27 nov.      | 0-4          | Siena-Roma         | 2-0           | 20 apr.       |

| andata (14ª) | andata (14ª) | 14ª giornata       | ritorno (33ª) | ritorno (33ª) |
|              |              |                    |               |               |
| 5 dic.       | 4-2          | Cagliari-Chievo    | 1-1           | 24 apr.       |
| 5 dic.       | 1-0          | Fiorentina-Bologna | 0-0           | 24 apr.       |
| 4 dic.       | 5-0          | Inter-Messina      | 1-2           | 24 apr.       |
| 5 dic.       | 2-1          | Juventus-Lazio     | 1-0           | 24 apr.       |
| 5 dic.       | 3-2          | Lecce-Livorno      | 0-1           | 24 apr.       |
| 5 dic.       | 1-0          | Palermo-Atalanta   | 0-1           | 24 apr.       |
| 4 dic.       | 1-2          | Parma-Milan        | 0-3           | 23 apr.       |
| 5 dic.       | 1-3          | Reggina-Brescia    | 0-2           | 24 apr.       |
| 5 dic.       | 1-1          | Roma-Sampdoria     | 1-2           | 24 apr.       |
| 5 dic.       | 1-0          | Udinese-Siena      | 3-2           | 23 apr.       |

| andata (13ª) | andata (13ª) | 13ª giornata       | ritorno (32ª) | ritorno (32ª) |
|              |              |                    |               |               |
| 28 nov.      | 0-1          | Atalanta-Reggina   | 0-0           | 20 apr.       |
| 28 nov.      | 0-0          | Bologna-Lecce      | 1-1           | 20 apr.       |
| 28 nov.      | 0-2          | Brescia-Palermo    | 3-3           | 20 apr.       |
| 28 nov.      | 0-1          | Chievo-Milan       | 0-1           | 20 apr.       |
| 28 nov.      | 2-2          | Inter-Juventus     | 1-0           | 20 apr.       |
| 28 nov.      | 2-3          | Lazio-Cagliari     | 1-1           | 20 apr.       |
| 27 nov.      | 1-2          | Livorno-Udinese    | 1-1           | 20 apr.       |
| 28 nov.      | 1-1          | Messina-Fiorentina | 1-1           | 20 apr.       |
| 28 nov.      | 1-0          | Sampdoria-Parma    | 1-1           | 20 apr.       |
| 27 nov.      | 0-4          | Siena-Roma         | 2-0           | 20 apr.       |

| andata (14ª) | andata (14ª) | 14ª giornata       | ritorno (33ª) | ritorno (33ª) |
|              |              |                    |               |               |
| 5 dic.       | 4-2          | Cagliari-Chievo    | 1-1           | 24 apr.       |
| 5 dic.       | 1-0          | Fiorentina-Bologna | 0-0           | 24 apr.       |
| 4 dic.       | 5-0          | Inter-Messina      | 1-2           | 24 apr.       |
| 5 dic.       | 2-1          | Juventus-Lazio     | 1-0           | 24 apr.       |
| 5 dic.       | 3-2          | Lecce-Livorno      | 0-1           | 24 apr.       |
| 5 dic.       | 1-0          | Palermo-Atalanta   | 0-1           | 24 apr.       |
| 4 dic.       | 1-2          | Parma-Milan        | 0-3           | 23 apr.       |
| 5 dic.       | 1-3          | Reggina-Brescia    | 0-2           | 24 apr.       |
| 5 dic.       | 1-1          | Roma-Sampdoria     | 1-2           | 24 apr.       |
| 5 dic.       | 1-0          | Udinese-Siena      | 3-2           | 23 apr.       |

| andata (15ª) | andata (15ª) | 15ª giornata      | ritorno (34ª) | ritorno (34ª) |
|              |              |                   |               |               |
| 11 dic.      | 0-1          | Atalanta-Udinese  | 1-2           | 1º mag.       |
| 12 dic       | 0-1          | Bologna-Juventus  | 1-2           | 1º mag.       |
| 12 dic       | 0-1          | Brescia-Roma      | 2-2           | 1º mag.       |
| 12 dic       | 2-1          | Chievo-Palermo    | 2-2           | 1º mag.       |
| 11 dic.      | 3-3          | Lazio-Lecce       | 3-5           | 1º mag.       |
| 12 dic.      | 2-0          | Livorno-Parma     | 4-6           | 1º mag.       |
| 12 dic.      | 6-0          | Milan-Fiorentina  | 2-1           | 30 apr.       |
| 12 dic.      | 3-2          | Reggina-Cagliari  | 1-1           | 30 apr.       |
| 12 dic.      | 1-0          | Sampdoria-Messina | 2-2           | 1º mag.       |
| 12 dic.      | 2-2          | Siena-Inter       | 0-2           | 1º mag.       |

| andata (16ª) | andata (16ª) | 16ª giornata      | ritorno (35ª) | ritorno (35ª) |
|              |              |                   |               |               |
| 19 dic.      | 2-0          | Bologna-Reggina   | 1-1           | 8 mag.        |
| 19 dic.      | 2-0          | Fiorentina-Chievo | 2-1           | 8 mag.        |
| 19 dic.      | 1-0          | Inter-Brescia     | 3-0           | 8 mag.        |
| 18 dic.      | 0-0          | Juventus-Milan    | 1-0           | 8 mag.        |
| 19 dic.      | 1-4          | Lecce-Sampdoria   | 0-3           | 8 mag.        |
| 19 gen.      | 1-0          | Messina-Atalanta  | 1-2           | 8 mag.        |
| 19 dic.      | 3-0          | Palermo-Cagliari  | 0-0           | 8 mag.        |
| 19 dic.      | 5-1          | Roma-Parma        | 1-2           | 8 mag.        |
| 19 dic.      | 1-1          | Siena-Livorno     | 6-3           | 8 mag.        |
| 19 dic.      | 3-0          | Udinese-Lazio     | 1-0           | 8 mag.        |

| andata (15ª) | andata (15ª) | 15ª giornata      | ritorno (34ª) | ritorno (34ª) |
|              |              |                   |               |               |
| 11 dic.      | 0-1          | Atalanta-Udinese  | 1-2           | 1º mag.       |
| 12 dic       | 0-1          | Bologna-Juventus  | 1-2           | 1º mag.       |
| 12 dic       | 0-1          | Brescia-Roma      | 2-2           | 1º mag.       |
| 12 dic       | 2-1          | Chievo-Palermo    | 2-2           | 1º mag.       |
| 11 dic.      | 3-3          | Lazio-Lecce       | 3-5           | 1º mag.       |
| 12 dic.      | 2-0          | Livorno-Parma     | 4-6           | 1º mag.       |
| 12 dic.      | 6-0          | Milan-Fiorentina  | 2-1           | 30 apr.       |
| 12 dic.      | 3-2          | Reggina-Cagliari  | 1-1           | 30 apr.       |
| 12 dic.      | 1-0          | Sampdoria-Messina | 2-2           | 1º mag.       |
| 12 dic.      | 2-2          | Siena-Inter       | 0-2           | 1º mag.       |

| andata (16ª) | andata (16ª) | 16ª giornata      | ritorno (35ª) | ritorno (35ª) |
|              |              |                   |               |               |
| 19 dic.      | 2-0          | Bologna-Reggina   | 1-1           | 8 mag.        |
| 19 dic.      | 2-0          | Fiorentina-Chievo | 2-1           | 8 mag.        |
| 19 dic.      | 1-0          | Inter-Brescia     | 3-0           | 8 mag.        |
| 18 dic.      | 0-0          | Juventus-Milan    | 1-0           | 8 mag.        |
| 19 dic.      | 1-4          | Lecce-Sampdoria   | 0-3           | 8 mag.        |
| 19 gen.      | 1-0          | Messina-Atalanta  | 1-2           | 8 mag.        |
| 19 dic.      | 3-0          | Palermo-Cagliari  | 0-0           | 8 mag.        |
| 19 dic.      | 5-1          | Roma-Parma        | 1-2           | 8 mag.        |
| 19 dic.      | 1-1          | Siena-Livorno     | 6-3           | 8 mag.        |
| 19 dic.      | 3-0          | Udinese-Lazio     | 1-0           | 8 mag.        |

| andata (17ª) | andata (17ª) | 17ª giornata        | ritorno (36ª) | ritorno (36ª) |
|              |              |                     |               |               |
| 6 gen.       | 1-0          | Atalanta-Fiorentina | 0-0           | 15 mag.       |
| 6 gen.       | 1-1          | Brescia-Bologna     | 2-1           | 15 mag.       |
| 6 gen.       | 2-1          | Cagliari-Messina    | 1-2           | 15 mag.       |
| 6 gen.       | 1-3          | Chievo-Siena        | 1-0           | 15 mag.       |
| 6 gen.       | 3-1          | Lazio-Roma          | 0-0           | 15 mag.       |
| 6 gen.       | 0-2          | Livorno-Inter       | 0-1           | 15 mag.       |
| 6 gen.       | 5-2          | Milan-Lecce         | 2-2           | 15 mag.       |
| 6 gen.       | 1-1          | Parma-Juventus      | 0-2           | 15 mag.       |
| 6 gen.       | 1-0          | Reggina-Palermo     | 1-1           | 15 mag.       |
| 6 gen.       | 2-0          | Sampdoria-Udinese   | 1-1           | 15 mag.       |

| andata (18ª) | andata (18ª) | 18ª giornata     | ritorno (37ª) | ritorno (37ª) |
|              |              |                  |               |               |
| 9 gen.       | 3-1          | Bologna-Chievo   | 0-1           | 22 mag.       |
| 9 gen.       | 2-3          | Fiorentina-Lazio | 1-1           | 22 mag.       |
| 9 gen.       | 3-2          | Inter-Sampdoria  | 1-0           | 22 mag.       |
| 9 gen.       | 4-2          | Juventus-Livorno | 2-2           | 22 mag.       |
| 9 gen.       | 1-1          | Lecce-Reggina    | 2-2           | 22 mag.       |
| 9 gen.       | 2-0          | Messina-Brescia  | 1-2           | 22 mag.       |
| 9 gen.       | 0-0          | Palermo-Milan    | 3-3           | 20 mag.       |
| 9 gen.       | 2-1          | Roma-Atalanta    | 1-0           | 22 mag.       |
| 9 gen.       | 0-1          | Siena-Parma      | 0-0           | 22 mag.       |
| 9 gen.       | 2-0          | Udinese-Cagliari | 1-1           | 22 mag.       |

| andata (17ª) | andata (17ª) | 17ª giornata        | ritorno (36ª) | ritorno (36ª) |
|              |              |                     |               |               |
| 6 gen.       | 1-0          | Atalanta-Fiorentina | 0-0           | 15 mag.       |
| 6 gen.       | 1-1          | Brescia-Bologna     | 2-1           | 15 mag.       |
| 6 gen.       | 2-1          | Cagliari-Messina    | 1-2           | 15 mag.       |
| 6 gen.       | 1-3          | Chievo-Siena        | 1-0           | 15 mag.       |
| 6 gen.       | 3-1          | Lazio-Roma          | 0-0           | 15 mag.       |
| 6 gen.       | 0-2          | Livorno-Inter       | 0-1           | 15 mag.       |
| 6 gen.       | 5-2          | Milan-Lecce         | 2-2           | 15 mag.       |
| 6 gen.       | 1-1          | Parma-Juventus      | 0-2           | 15 mag.       |
| 6 gen.       | 1-0          | Reggina-Palermo     | 1-1           | 15 mag.       |
| 6 gen.       | 2-0          | Sampdoria-Udinese   | 1-1           | 15 mag.       |

| andata (18ª) | andata (18ª) | 18ª giornata     | ritorno (37ª) | ritorno (37ª) |
|              |              |                  |               |               |
| 9 gen.       | 3-1          | Bologna-Chievo   | 0-1           | 22 mag.       |
| 9 gen.       | 2-3          | Fiorentina-Lazio | 1-1           | 22 mag.       |
| 9 gen.       | 3-2          | Inter-Sampdoria  | 1-0           | 22 mag.       |
| 9 gen.       | 4-2          | Juventus-Livorno | 2-2           | 22 mag.       |
| 9 gen.       | 1-1          | Lecce-Reggina    | 2-2           | 22 mag.       |
| 9 gen.       | 2-0          | Messina-Brescia  | 1-2           | 22 mag.       |
| 9 gen.       | 0-0          | Palermo-Milan    | 3-3           | 20 mag.       |
| 9 gen.       | 2-1          | Roma-Atalanta    | 1-0           | 22 mag.       |
| 9 gen.       | 0-1          | Siena-Parma      | 0-0           | 22 mag.       |
| 9 gen.       | 2-0          | Udinese-Cagliari | 1-1           | 22 mag.       |

| \| andata (19ª) \| andata (19ª) \| 19ª giornata \| ritorno (38ª) \| ritorno (38ª) \| \| \| \| \| \| \| \| 16 gen. \| 1-1 \| Atalanta-Siena \| 1-2 \| 29 mag. \| \| 15 gen. \| 1-1 \| Brescia-Fiorentina \| 0-3 \| 29 mag. \| \| 16 gen. \| 1-1 \| Cagliari-Juventus \| 2-4 \| 29 mag. \| \| 16 gen. \| 2-2 \| Chievo-Roma \| 0-0 \| 29 mag. \| \| 16 gen. \| 1-3 \| Lazio-Palermo \| 3-3 \| 29 mag. \| \| 16 gen. \| 3-1 \| Livorno-Messina \| 1-1 \| 29 mag. \| \| 16 gen. \| 3-1 \| Milan-Udinese \| 1-1 \| 29 mag. \| \| 16 gen. \| 2-1 \| Parma-Lecce \| 3-3 \| 29 mag. \| \| 15 gen. \| 0-0 \| Reggina-Inter \| 0-0 \| 29 mag. \| \| 16 gen. \| 0-0 \| Sampdoria-Bologna \| 0-0 \| 29 mag. \| |              |                    |               |               |
| andata (19ª) | andata (19ª) | 19ª giornata       | ritorno (38ª) | ritorno (38ª) |
| |              |                    |               |               |
| 16 gen. | 1-1          | Atalanta-Siena     | 1-2           | 29 mag.       |
| 15 gen. | 1-1          | Brescia-Fiorentina | 0-3           | 29 mag.       |
| 16 gen. | 1-1          | Cagliari-Juventus  | 2-4           | 29 mag.       |
| 16 gen. | 2-2          | Chievo-Roma        | 0-0           | 29 mag.       |
| 16 gen. | 1-3          | Lazio-Palermo      | 3-3           | 29 mag.       |
| 16 gen. | 3-1          | Livorno-Messina    | 1-1           | 29 mag.       |
| 16 gen. | 3-1          | Milan-Udinese      | 1-1           | 29 mag.       |
| 16 gen. | 2-1          | Parma-Lecce        | 3-3           | 29 mag.       |
| 15 gen. | 0-0          | Reggina-Inter      | 0-0           | 29 mag.       |
| 16 gen. | 0-0          | Sampdoria-Bologna  | 0-0           | 29 mag.       |

| andata (19ª) | andata (19ª) | 19ª giornata       | ritorno (38ª) | ritorno (38ª) |
|              |              |                    |               |               |
| 16 gen.      | 1-1          | Atalanta-Siena     | 1-2           | 29 mag.       |
| 15 gen.      | 1-1          | Brescia-Fiorentina | 0-3           | 29 mag.       |
| 16 gen.      | 1-1          | Cagliari-Juventus  | 2-4           | 29 mag.       |
| 16 gen.      | 2-2          | Chievo-Roma        | 0-0           | 29 mag.       |
| 16 gen.      | 1-3          | Lazio-Palermo      | 3-3           | 29 mag.       |
| 16 gen.      | 3-1          | Livorno-Messina    | 1-1           | 29 mag.       |
| 16 gen.      | 3-1          | Milan-Udinese      | 1-1           | 29 mag.       |
| 16 gen.      | 2-1          | Parma-Lecce        | 3-3           | 29 mag.       |
| 15 gen.      | 0-0          | Reggina-Inter      | 0-0           | 29 mag.       |
| 16 gen.      | 0-0          | Sampdoria-Bologna  | 0-0           | 29 mag.       |

## Spareggi

### Spareggio salvezza
|         | Risultati |         | Luogo e data            |
| ------- | --------- | ------- | ----------------------- |
| Parma   | 0-1       | Bologna | Parma, 14 giugno 2005   |
| Bologna | 0-2       | Parma   | Bologna, 18 giugno 2005 |
|         |           |         |                         |

Il Parma batte il Bologna con il risultato complessivo di 2-1, mantenendo la Serie A. Il Bologna retrocede in Serie B.

## Statistiche

### Squadre

#### Capoliste solitarie
|    | ——       | ——       | ——       | ——       | ——       | ——       | ——       | ——       | ——       | ——       | ——       | ——       | ——       | ——       | ——       | ——       | ——       | ——       | ——       | ——       | ——       | ——       | ——       | ——  | ——  | ——  | ——  | ——  | ——  | ——  | ——  | ——  | ——  | ——       | ——       | ——       | ——       | —— |  |
|    | Juventus | Juventus | Juventus | Juventus | Juventus | Juventus | Juventus | Juventus | Juventus | Juventus | Juventus | Juventus | Juventus | Juventus | Juventus | Juventus | Juventus | Juventus | Juventus | Juventus | Juventus | Juventus | Juventus |     |     |     |     |     |     | Juv |     |     |     | Juventus | Juventus | Juventus | Juventus |    |  |
|    |          |          |          |          |          |          |          |          |          |          |          |          |          |          |          |          |          |          |          |          |          |          |          |     |     |     |     |     |     |     |     |     |     |          |          |          |          |    |  |
|    |          |          |          |          |          |          |          |          |          |          |          |          |          |          |          |          |          |          |          |          |          |          |          |     |     |     |     |     |     |     |     |     |     |          |          |          |          |    |  |
| 1ª | 2ª       | 3ª       | 4ª       | 5ª       | 6ª       | 7ª       | 8ª       | 9ª       | 10ª      | 11ª      | 12ª      | 13ª      | 14ª      | 15ª      | 16ª      | 17ª      | 18ª      | 19ª      | 20ª      | 21ª      | 22ª      | 23ª      | 24ª      | 25ª | 26ª | 27ª | 28ª | 29ª | 30ª | 31ª | 32ª | 33ª | 34ª | 35ª      | 36ª      | 37ª      | 38ª      |    |  |

#### Classifica in divenire
|            | 1ª | 2ª | 3ª | 4ª | 5ª | 6ª | 7ª | 8ª | 9ª | 10ª | 11ª | 12ª | 13ª | 14ª | 15ª | 16ª | 17ª | 18ª | 19ª | 20ª | 21ª | 22ª | 23ª | 24ª | 25ª | 26ª | 27ª | 28ª | 29ª | 30ª | 31ª | 32ª | 33ª | 34ª | 35ª | 36ª | 37ª | 38ª |
|            |    |    |    |    |    |    |    |    |    |     |     |     |     |     |     |     |     |     |     |     |     |     |     |     |     |     |     |     |     |     |     |     |     |     |     |     |     |     |
| ---------- | -- | -- | -- | -- | -- | -- | -- | -- | -- | --- | --- | --- | --- | --- | --- | --- | --- | --- | --- | --- | --- | --- | --- | --- | --- | --- | --- | --- | --- | --- | --- | --- | --- | --- | --- | --- | --- | --- |
| Atalanta   | 1  | 1  | 1  | 2  | 3  | 3  | 4  | 4  | 5  | 6   | 6   | 7   | 7   | 7   | 7   | 7   | 10  | 10  | 11  | 11  | 11  | 11  | 14  | 14  | 17  | 18  | 18  | 21  | 24  | 27  | 27  | 28  | 31  | 31  | 34  | 35  | 35  | 35  |
| Bologna    | 0  | 0  | 3  | 6  | 6  | 9  | 9  | 9  | 10 | 11  | 12  | 12  | 13  | 13  | 13  | 16  | 17  | 20  | 21  | 24  | 27  | 30  | 31  | 32  | 32  | 33  | 36  | 37  | 38  | 38  | 38  | 39  | 40  | 40  | 41  | 41  | 41  | 42  |
| Brescia    | 0  | 0  | 0  | 3  | 3  | 6  | 9  | 9  | 9  | 12  | 13  | 14  | 14  | 17  | 17  | 17  | 18  | 18  | 19  | 19  | 19  | 20  | 20  | 23  | 23  | 23  | 26  | 26  | 26  | 27  | 30  | 31  | 34  | 35  | 35  | 38  | 41  | 41  |
| Cagliari   | 3  | 3  | 6  | 6  | 9  | 9  | 10 | 13 | 13 | 14  | 15  | 16  | 19  | 22  | 22  | 22  | 25  | 25  | 26  | 26  | 29  | 30  | 33  | 33  | 33  | 34  | 34  | 37  | 38  | 39  | 39  | 40  | 41  | 42  | 43  | 43  | 44  | 44  |
| Chievo     | 1  | 4  | 5  | 6  | 9  | 12 | 13 | 13 | 13 | 13  | 16  | 17  | 17  | 17  | 20  | 20  | 20  | 20  | 21  | 22  | 25  | 25  | 28  | 28  | 28  | 28  | 28  | 28  | 31  | 31  | 34  | 34  | 35  | 36  | 36  | 39  | 42  | 43  |
| Fiorentina | 0  | 3  | 4  | 4  | 5  | 6  | 7  | 10 | 13 | 14  | 14  | 15  | 16  | 19  | 19  | 22  | 22  | 22  | 23  | 23  | 23  | 23  | 23  | 26  | 26  | 27  | 30  | 31  | 31  | 32  | 32  | 33  | 34  | 34  | 37  | 38  | 39  | 42  |
| Inter      | 1  | 2  | 5  | 6  | 7  | 10 | 11 | 12 | 13 | 14  | 15  | 16  | 17  | 20  | 21  | 24  | 27  | 30  | 31  | 32  | 35  | 38  | 39  | 42  | 43  | 43  | 46  | 47  | 50  | 53  | 56  | 59  | 59  | 62  | 65  | 68  | 71  | 72  |
| Juventus   | 3  | 6  | 9  | 10 | 13 | 16 | 19 | 22 | 25 | 25  | 28  | 31  | 32  | 35  | 38  | 39  | 40  | 43  | 44  | 47  | 50  | 50  | 50  | 53  | 54  | 57  | 60  | 63  | 66  | 67  | 70  | 70  | 73  | 76  | 79  | 82  | 83  | 86  |
| Lazio      | 3  | 4  | 7  | 7  | 8  | 8  | 8  | 11 | 12 | 13  | 13  | 16  | 16  | 16  | 17  | 17  | 20  | 23  | 23  | 23  | 23  | 24  | 24  | 27  | 30  | 33  | 33  | 34  | 34  | 37  | 40  | 41  | 41  | 41  | 41  | 42  | 43  | 44  |
| Lecce      | 1  | 4  | 5  | 8  | 8  | 11 | 14 | 15 | 15 | 15  | 16  | 16  | 17  | 20  | 21  | 21  | 21  | 22  | 22  | 25  | 28  | 29  | 29  | 32  | 32  | 35  | 35  | 36  | 36  | 37  | 37  | 38  | 38  | 41  | 41  | 42  | 43  | 44  |
| Livorno    | 1  | 1  | 1  | 2  | 2  | 2  | 5  | 8  | 11 | 12  | 15  | 16  | 16  | 16  | 19  | 20  | 20  | 20  | 23  | 26  | 26  | 27  | 27  | 30  | 30  | 31  | 32  | 35  | 36  | 36  | 39  | 40  | 43  | 43  | 43  | 43  | 44  | 45  |
| Messina    | 1  | 4  | 7  | 8  | 11 | 11 | 11 | 11 | 14 | 15  | 16  | 17  | 18  | 18  | 18  | 21  | 21  | 24  | 24  | 27  | 27  | 27  | 27  | 28  | 29  | 29  | 32  | 35  | 36  | 36  | 39  | 40  | 43  | 44  | 44  | 47  | 47  | 48  |
| Milan      | 1  | 4  | 4  | 7  | 10 | 13 | 14 | 17 | 20 | 21  | 22  | 25  | 28  | 31  | 34  | 35  | 38  | 39  | 42  | 42  | 42  | 45  | 48  | 51  | 54  | 57  | 60  | 63  | 66  | 67  | 67  | 70  | 73  | 76  | 76  | 77  | 78  | 79  |
| Palermo    | 3  | 4  | 5  | 6  | 9  | 9  | 10 | 10 | 10 | 11  | 12  | 15  | 18  | 21  | 21  | 24  | 24  | 25  | 28  | 29  | 29  | 32  | 35  | 36  | 39  | 42  | 43  | 43  | 44  | 47  | 47  | 48  | 48  | 49  | 50  | 51  | 52  | 53  |
| Parma      | 1  | 1  | 1  | 2  | 3  | 3  | 6  | 6  | 7  | 8   | 11  | 12  | 12  | 12  | 12  | 12  | 13  | 16  | 19  | 19  | 22  | 22  | 23  | 23  | 26  | 26  | 29  | 29  | 30  | 33  | 33  | 34  | 34  | 37  | 40  | 40  | 41  | 42  |
| Reggina    | 1  | 2  | 5  | 6  | 6  | 6  | 7  | 7  | 7  | 10  | 10  | 13  | 16  | 16  | 19  | 19  | 22  | 23  | 24  | 27  | 30  | 31  | 32  | 32  | 32  | 35  | 35  | 35  | 35  | 35  | 38  | 39  | 39  | 40  | 41  | 42  | 43  | 44  |
| Roma       | 3  | 3  | 4  | 4  | 5  | 8  | 9  | 9  | 12 | 13  | 13  | 13  | 16  | 17  | 20  | 23  | 23  | 26  | 27  | 30  | 33  | 34  | 35  | 35  | 38  | 38  | 38  | 38  | 38  | 39  | 39  | 39  | 39  | 40  | 40  | 41  | 44  | 45  |
| Sampdoria  | 0  | 0  | 0  | 3  | 6  | 9  | 9  | 12 | 12 | 13  | 14  | 14  | 17  | 18  | 21  | 24  | 27  | 27  | 28  | 31  | 32  | 35  | 38  | 38  | 41  | 44  | 47  | 47  | 47  | 48  | 51  | 52  | 55  | 56  | 59  | 60  | 60  | 61  |
| Siena      | 0  | 3  | 3  | 4  | 4  | 5  | 5  | 8  | 9  | 10  | 11  | 11  | 11  | 11  | 12  | 13  | 16  | 16  | 17  | 18  | 19  | 20  | 21  | 22  | 25  | 25  | 25  | 26  | 29  | 30  | 33  | 36  | 36  | 36  | 39  | 39  | 40  | 43  |
| Udinese    | 1  | 4  | 5  | 5  | 5  | 5  | 6  | 9  | 12 | 15  | 18  | 19  | 22  | 25  | 28  | 31  | 31  | 34  | 34  | 34  | 34  | 37  | 40  | 40  | 41  | 42  | 42  | 45  | 48  | 49  | 49  | 50  | 53  | 56  | 59  | 60  | 61  | 62  |

#### Classifiche di rendimento

##### Rendimento andata-ritorno
| Andata     | Andata | Ritorno    | Ritorno |
|            |        |            |         |
| Juventus   | 44     | Juventus   | 42      |
| Milan      | 42     | Inter      | 41      |
| Udinese    | 34     | Milan      | 37      |
| Inter      | 31     | Sampdoria  | 33      |
| Palermo    | 28     | Udinese    | 28      |
| Sampdoria  | 28     | Siena      | 26      |
| Roma       | 27     | Palermo    | 25      |
| Cagliari   | 26     | Atalanta   | 24      |
| Messina    | 24     | Messina    | 24      |
| Reggina    | 24     | Parma      | 23      |
| Fiorentina | 23     | Brescia    | 22      |
| Lazio      | 23     | Chievo     | 22      |
| Livorno    | 23     | Lecce      | 22      |
| Lecce      | 22     | Livorno    | 22      |
| Bologna    | 21     | Bologna    | 21      |
| Chievo     | 21     | Lazio      | 21      |
| Brescia    | 19     | Reggina    | 20      |
| Parma      | 19     | Fiorentina | 19      |
| Siena      | 17     | Cagliari   | 18      |
| Atalanta   | 11     | Roma       | 18      |

##### Rendimento casa-trasferta
| Casa       | Casa | Trasferta  | Trasferta |
|            |      |            |           |
| Juventus   | 47   | Milan      | 41        |
| Inter      | 40   | Juventus   | 39        |
| Milan      | 38   | Inter      | 32        |
| Messina    | 37   | Udinese    | 31        |
| Cagliari   | 36   | Sampdoria  | 28        |
| Palermo    | 34   | Brescia    | 20        |
| Parma      | 33   | Lazio      | 20        |
| Sampdoria  | 33   | Siena      | 20        |
| Lecce      | 32   | Palermo    | 19        |
| Livorno    | 32   | Roma       | 19        |
| Udinese    | 31   | Bologna    | 17        |
| Chievo     | 29   | Reggina    | 17        |
| Fiorentina | 28   | Chievo     | 14        |
| Atalanta   | 27   | Fiorentina | 14        |
| Reggina    | 27   | Livorno    | 13        |
| Roma       | 26   | Lecce      | 12        |
| Bologna    | 25   | Messina    | 11        |
| Lazio      | 24   | Parma      | 9         |
| Siena      | 23   | Atalanta   | 8         |
| Brescia    | 21   | Cagliari   | 8         |

#### Primati stagionali
- Maggior numero di partite vinte: Juventus (26)
- Minor numero di partite perse: Inter (2)
- Maggior numero di pareggi: Inter (18)
- Minor numero di partite vinte: Atalanta (8)
- Maggior numero di partite perse: Atalanta, Brescia (19)
- Minor numero di pareggi: Brescia, Juventus (8)
- Miglior attacco: Juventus (67 reti all'attivo)
- Miglior difesa: Juventus (27 reti al passivo)
- Miglior differenza reti: Juventus (+40)
- Peggior attacco: Chievo (32 reti all'attivo)
- Peggior difesa: Lecce (73 reti al passivo)
- Peggior differenza reti: Brescia, Parma (−17)
- Miglior sequenza di risultati utili: Inter (25)
- Partita con più reti segnate: Parma - Livorno 6-4 (10)
- Partita con il maggiore scarto di reti: Milan - Fiorentina 6-0 (6)

### Individuali

#### Classifica marcatori
Nella partita Parma-Livorno, finita 6 a 4 per gli emiliani, furono messe a segno ben due quadriplette: Alberto Gilardino per il Parma e Cristiano Lucarelli per il Livorno.
| Gol | Rigori |  | Giocatore            | Squadra                    |
| --- | ------ |  | -------------------- | -------------------------- |
| 24  | 4      |  | Cristiano Lucarelli  | Livorno                    |
| 23  | 4      |  | Alberto Gilardino    | Parma                      |
| 21  | 1      |  | Vincenzo Montella    | Roma                       |
| 20  | 3      |  | Luca Toni            | Palermo                    |
| 19  |        |  | Mirko Vučinić        | Lecce                      |
| 17  | 1      |  | Andrij Ševčenko      | Milan                      |
| 16  |        |  | Mauro Esposito       | Cagliari                   |
| 16  | 1      |  | Zlatan Ibrahimović   | Juventus                   |
| 16  | 2      |  | Adriano              | Inter                      |
| 15  |        |  | David Di Michele     | Udinese                    |
| 14  | 4      |  | Alessandro Del Piero | Juventus                   |
| 14  | 6      |  | Francesco Flachi     | Sampdoria                  |
| 13  |        |  | Valeri Božinov       | Lecce (11), Fiorentina (2) |
| 13  |        |  | Tommaso Rocchi       | Lazio                      |
| 13  |        |  | Vincenzo Iaquinta    | Udinese                    |
| 13  | 2      |  | Christian Vieri      | Inter                      |

### Media spettatori
Media spettatori della Serie A 2004-05: 26.098
| Club       | Pos. | Media  | Max.   | Totale    | Abbonamenti |
| ---------- | ---- | ------ | ------ | --------- | ----------- |
| Milan      | 1    | 63.595 | 79.775 | 1.208.311 | 52.673      |
| Inter      | 2    | 57.295 | 78.471 | 1.088.606 | 44.944      |
| Roma       | 3    | 49.631 | 69.488 | 942.986   | 34.496      |
| Lazio      | 4    | 37.516 | 64.734 | 712.795   | 28.724      |
| Fiorentina | 5    | 34.202 | 45.909 | 649.834   | 23.619      |
| Palermo    | 6    | 33.230 | 34.271 | 631.376   | 32.847      |
| Messina    | 7    | 29.737 | 37.582 | 565.000   | 25.332      |
| Juventus   | 8    | 26.429 | 54.181 | 502.150   | 17.212      |
| Sampdoria  | 9    | 23.669 | 32.102 | 449.710   | 19.021      |
| Bologna    | 10   | 19.004 | 30.769 | 361.076   | 12.531      |
| Reggina    | 11   | 16.261 | 21.445 | 308.960   | 14.067      |
| Lecce      | 12   | 16.114 | 30.482 | 306.162   | 7.173       |
| Udinese    | 13   | 15.810 | 24.504 | 300.392   | 12.714      |
| Livorno    | 14   | 15.334 | 19.726 | 291.339   | 11.968      |
| Atalanta   | 15   | 14.689 | 21.962 | 279.086   | 8.986       |
| Parma      | 16   | 14.044 | 23.010 | 266.837   | 9.923       |
| Cagliari   | 17   | 13.861 | 23.000 | 263.353   | 7.023       |
| Chievo     | 18   | 12.103 | 29.450 | 229.952   | 6.061       |
| Siena      | 19   | 9.461  | 14.604 | 179.754   | 6.139       |
| Brescia    | 20   | 7.749  | 16.504 | 147.223   | 5.100       |